# Coyote Buttes
Die Coyote Buttes sind ein größtenteils im Vermilion Cliffs National Monument gelegener Gebirgszug, sie erstrecken sich über die US-Bundesstaaten Arizona und – im nördlichsten Teil – Utah.

## Lage und Begrenzung
Die Coyote Buttes bilden den westlichen Rand des Paria Plateau, welches in manchen Quellen auch als Sand Hills bezeichnet wird. Es wird östlich und südlich von den Poverty Flats, im Norden und Westen vom Coyote Wash, der hier das House Rock Valley beziehungsweise den Wire Pass bildet, begrenzt. Die größte Höhe der Coyote Buttes wird mit 1932 m erreicht. Sie befinden sich in dem im Coconino County (Arizona) gelegenen Vermilion Cliffs National Monument, lediglich der extreme Norden erstreckt sich bis in das Grand Staircase-Escalante National Monument und somit das Kane County in Utah.
Als Teil der Paria Canyon-Vermilion Cliffs Wilderness stellen sie geomorphologisch keinen einheitlichen Gebirgsstock dar, vielmehr wird unter dem Namen Coyote Buttes eine Vielzahl kleiner Erhebungen zusammengefasst.

## Geologie
Die Coyote Buttes sind Teil des Colorado-Plateaus, die für diese Region typischen Gesteine sind auch hier teilweise zu finden. Nur am Westrand des Gebiets, wo die Erosion durch den zeitweilig Wasser führenden Coyote Wash beschleunigt wurde, treten Gesteine der Chinle-, der Moenave- und der Kayenta-Formation zu Tage, ansonsten bestimmen mehrere hundert Meter starke Schichten unterschiedlich gefärbten Navajo-Sandsteins das Erscheinungsbild. Hierbei handelt es sich meist um versteinerte Dünen des Trias oder des Jura, charakteristisch sind darüber hinaus steil aufragende, Teepees genannte Hügel.
Im Bereich der Coyote Buttes gibt es keine permanenten Quellen und keine permanenten Wasserläufe, nach starken – meist im Hochsommer stattfindenden – Regenfällen bilden sich temporäre Wasserläufe, welche meist dem Coyote Wash und somit über den Buckskin Gulch dem Paria River zufließen. Diese meist trockenen Flussläufe trennen die einzelnen Gebirgsstöcke voneinander, darüber hinaus gibt es größere sandige oder felsige Plateaus.

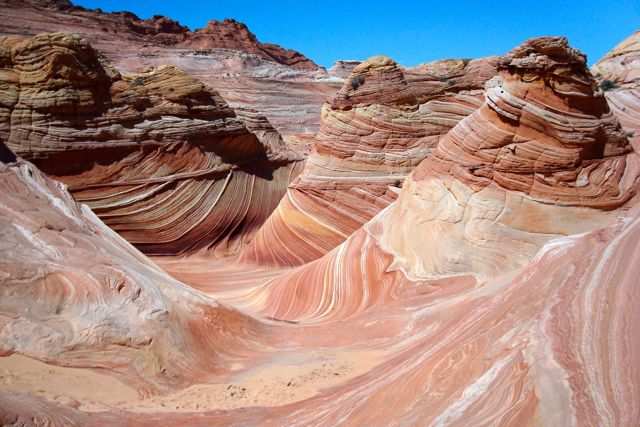
The Wave
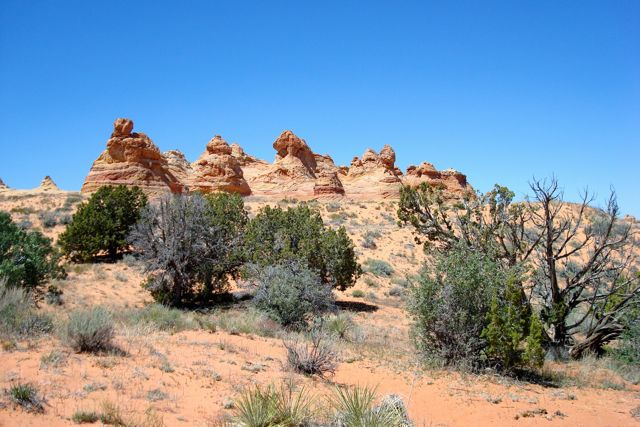
Cottonwood Teepees
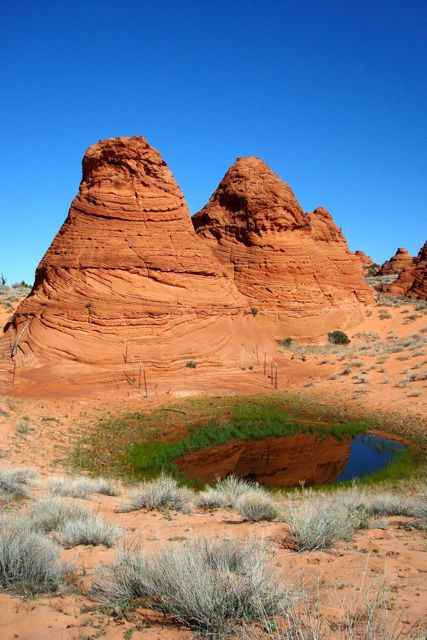
Paw Hole Teepees
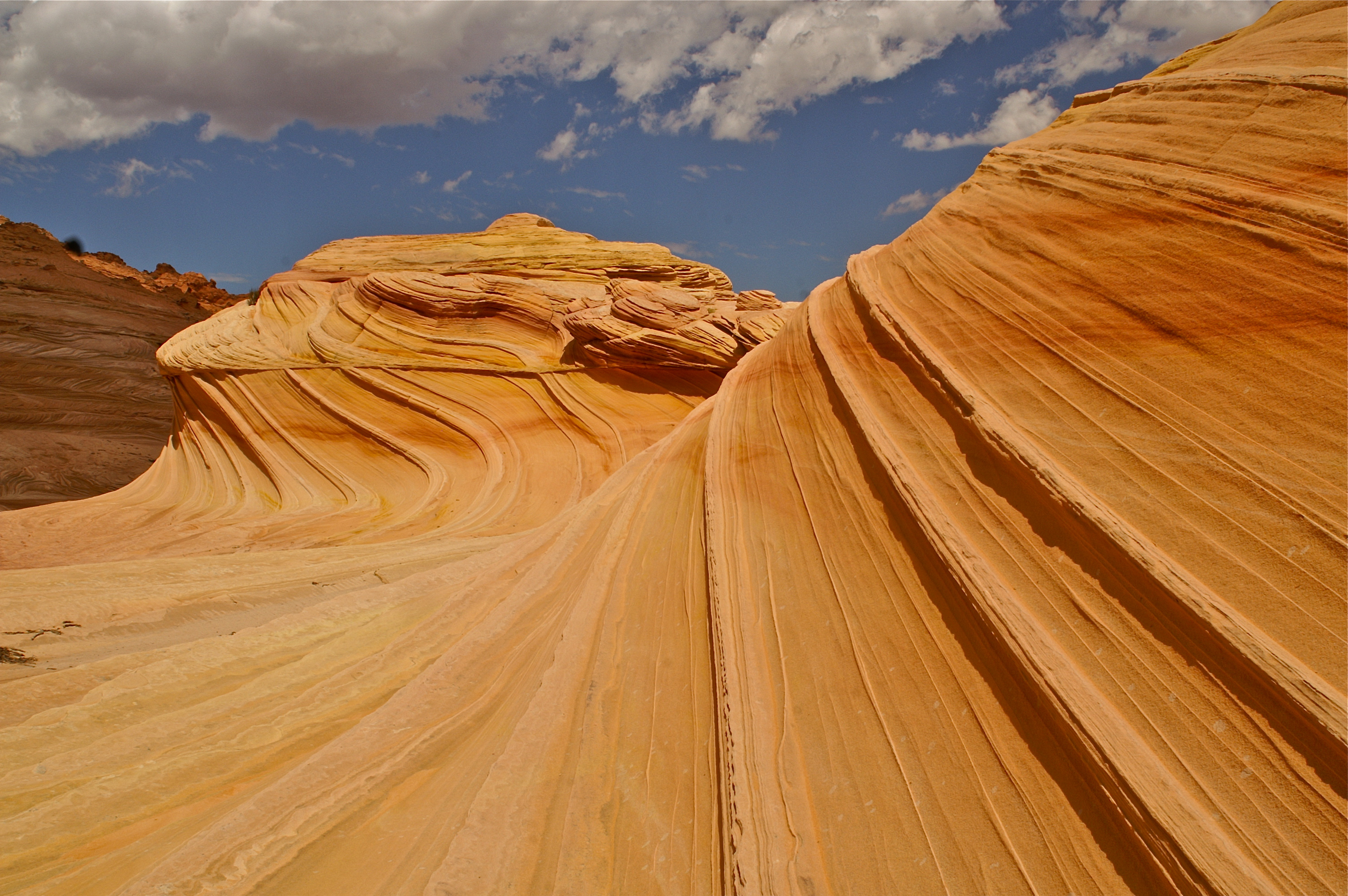
Second Wave

## Administration und Zugang
Die Coyote Buttes werden vom Kanab Field Office des Bureau of Land Management verwaltet, die nächstgelegene Ranger Station befindet sich nahe dem Highway 89 nahe der Brücke über den Paria River.
Das Gebiet steht aufgrund seiner einzigartigen und teils recht fragilen Sandsteinformationen unter strengem Naturschutz. Um in die Kernbereiche der Wilderness vorzudringen, benötigt man im Südteil ein allradgetriebenes Fahrzeug und bei den Coyote Buttes North steht dem Besucher eine mehrstündige Wanderung durch offenes Gelände bevor. Markierungen gibt es nicht und werden durch Ranger zerstört. Für beide Teilbereiche bedarf es außerdem einer Zutrittsgenehmigung (Permit). Nur jeweils maximal 20 Personen pro Tag wird der Zugang in die Nord- und die Südzone gewährt.
Die Hälfte der Permits für die Coyote Buttes North wird vier Monate im Voraus per Internetlotterie vergeben und der Rest am Tag vor der Wanderung im Grand Staircase-Escalante Visitor Center in Kanab. Deutlich leichter bekommt man meistens die Permits für die Coyote Buttes South (im Besucherzentrum am Vortag oder drei Monate im Voraus im Internet per Kalenderreservierung).
Die zwei Ausgangspunkte (Trailheads) für die Wanderungen in das Coyote Buttes North Areal befinden sich an der unbefestigten House Rock Valley Road, die westlich der Coyote Buttes im Tal des Coyote Wash verläuft und den Highway 89 mit dem Highway 89A verbindet. Sie sind bei gutem Wetter meist sogar mit einem Pkw erreichbar. Die überwiegende Mehrheit der Leute startet vom Wire Pass Trailhead, da die Wanderung ausgehend vom Notch Trailhead deutlich unwegsamer und anspruchsvoller ist. Die Hauptattraktion des Nordteils ist die große, wellenförmige Felsformation The Wave und befindet sich ca. vier Kilometer vom Parkplatz am Wire Pass entfernt.
Die Coyote Buttes South sind nur über meilenlange, tiefsandige Pisten erreichbar. Die Hauptzufahrten zweigen nahe dem Lone Tree Reservoir und vom Bowman’s Corral von der House Rock Valley Road in Richtung Osten ab. Diese Pisten sind nur mit Allradvehikeln befahrbar und führen fast bis in die südlichen Kernzonen heran (Paw Hole bzw. die noch beeindruckenderen Cottonwood Teepees).